# Majide ibne Saíde de Zanzibar
Saíde Majide ibne Saíde Albuçaíde (1834 - 7 de outubro de 1870) (em árabe: ماجد بن سعيد البوسعيد) foi o primeiro Sultão de Zanzibar. Ele governou Zanzibar de 19 de outubro de 1856 à 7 de outubro de 1870.
Majide se tornou o Sultão de Zanzibar e Omã com a morte de seu pai, Saíde ibne Sultão, mas sua ascensão foi contestada. Seguindo uma disputa sobre a ascensão à posição de Sultão de Omã, Zanzibar e Omã foram divididos em dois principados separados, com Majide governando Zanzibar e seu irmão mais velho Thuwaini bin Said governando Omã.
Seu casamento produziu somente uma filha, saída Cânfora binte Majide (que se casou com seu primo, o sétimo Sultão). Consequentemente, Majide foi sucedido como sultão por seu irmão Barghash.